# Misoteísmo
Misoteísmo ("odiar a los dioses", unión de (misos) "odiar" y  (theos) "dios")  es el "odio a Dios" u "odio a los dioses". En algunas variedades de politeísmo, era considerado posible infligir castigo a los dioses al dejar de adorarles.
En el monoteísmo, el sentimiento surge en el contexto de la teodicea (el problema del existencia del mal). Una expresión  literaria que expresa sentimientos misoteístas es la atribuida por Goethe a su Prometeo, compuesto en 1770, contemporáneo de los primeros movimientos de ateísmo modernos.
Algunas interpretaciones dualistas de las religiones abrahámicas concluyen que los demonios son similares a dioses, bajo el concepto de deidad de esas religiones. En ese contexto, el misoteísmo es aplicado solo a la mitad de las deidades de dicha religión. 
Es un concepto relacionado con el de malteísmo (disteísmo), la creencia de que Dios existe, pero no es completamente bueno y que es posiblemente malo. Muchas deidades politeístas, desde épocas prehistóricas, se han catalogado como ni buenas ni malas, o poseyendo ambas características. A pesar de ello el disteísmo es normalmente utilizado en referencia a Dios, la deidad omnipotente de las creencias monoteístas. De hecho, la moral absoluta del bien y el mal ha sido siempre un paralelo recurrente dentro del monoteísmo. En concepciones de Dios como el summum bonum, la afirmación de que Dios no es totalmente bueno sería una contradicción.

## Historia
El término aparece registrado por primera vez en 1907. La palabra inglesa parece ser un término acuñado por Thomas de Quincey en 1846.